# Reichenbach (Kronach)
Reichenbach é um município da Alemanha, localizada no distrito de Kronach, no estado de Baviera.